# Oberer Grindelwaldgletscher
Oberer Grindelwaldgletscher – lodowiec o długości 6 km i powierzchni 10 km².
Lodowiec położony jest w Alpach Berneńskich w kantonie Berno w Szwajcarii.